# Plaza de San Lorenzo (Melilla)
La Explanada Multifuncional de San Lorenzo es la explanada más importante de la ciudad autónoma española de Melilla y está emplazada en las inmediaciones de la Playa de San Lorenzo.

## Historia
Fue inaugurada en 2008 y supuso recuperar un gran solar capaz de acoger desde eventos deportivos hasta grandes acontecimientos como la Feria de Melilla.

## Descripción
La Explanada consiste en 150.000 metros cuadrados. Es la plaza más grande de Melilla y ocupa un espacio tres veces superior a la Plaza de España.